# Iridopsis piperata
Iridopsis piperata là một loài bướm đêm trong họ Geometridae.